# Altar do incêndio de Nero
Altar do incêndio de Nero é um altar romano situado sob o Palazzo Sant'Andrea, na altura do número 30 da Via del Quirinale, no rione Trevi de Roma.

## História
Durante as obras de construção do palácio, em 1888, foi descoberto um grande altar de travertino (3,25 x 6,25 x 1,26 metros) postado sobre uma plataforma do mesmo material acessível através de dois degraus e delimitado cipos virados para a frente separados por distâncias variando de 2,5 a 3 metros entre si. O núcleo central era revestido de mármore, como demonstra uma cornija ainda conservada no lado inferior.
Em 1640, durante as obras de construção da igreja de Sant'Andrea al Quirinale, foi descoberta uma inscrição que revelava a natureza do monumento: ele era um dos altares construídos por Domiciano em cada uma das 14 regiões da Roma Antiga e que indicavam o limites do grande incêndio de Roma, da época de Nero (64 d.C.). Outros dois foram descobertos também, um perto da Basílica de São Pedro e outro na encosta do Aventino.
Sobre estes altares, todo dia 23 de agosto, dia da festa Vulcano (a Vulcanália), eram realizados sacrifícios para esconjurar o incêndio (em italiano:  "incendiorum arcendorum causa").